# Wirotaman
Wirotaman is een bestuurslaag in het regentschap Malang van de provincie Oost-Java, Indonesië. Wirotaman telt 3416 inwoners (volkstelling 2010).